# Rivella

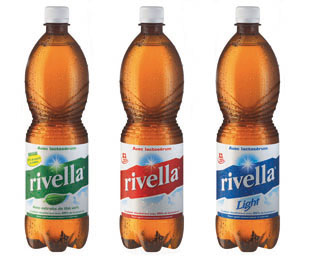
Rivella Grün, Rot und Blau, altes Verpackungsdesign

Rivella ist der Markenname eines kohlensäurehaltigen, alkoholfreien Erfrischungsgetränks mit 35 % Milchserum, das in der Schweiz und den Niederlanden hergestellt wird. Rivella wird von der gleichnamigen Aktiengesellschaft in Rothrist AG abgefüllt. Diese ist im Eigentum der Familie des Gründers Robert Barth.
Der Name Rivella leitet sich aus dem Tessiner Ortsnamen Riva San Vitale sowie dem italienischen Wort rivelazione „Offenbarung“ ab.

## Rezeptur
Die Inhaltsstoffe von Rivella Rot sind:
- Wasser
- Milchserum (35 %),[3] das aus Molke gewonnen wird
- Zucker
- Kohlensäure
- Säuerungsmittel (L(+)-Milchsäure)
- Karamellisierter Zucker
- Natürliche Aromen

Rivella Gelb Refresh enthält im Gegensätz zu den restlichen Sorten weder Milchserum noch Milchsäure und ist somit für Veganer geeignet.
| Ernährungsinfo (pro 100 ml)    | Ernährungsinfo (pro 100 ml) | Ernährungsinfo (pro 100 ml) | Ernährungsinfo (pro 100 ml) | Ernährungsinfo (pro 100 ml) | Ernährungsinfo (pro 100 ml) | Ernährungsinfo (pro 100 ml) |
| Sorte                          | Herstellungsjahre           | Energie                     | Fett                        | Kohlenhydrate               | Eiweiss                     | Salz                        |
| ------------------------------ | --------------------------- | --------------------------- | --------------------------- | --------------------------- | --------------------------- | --------------------------- |
| Rivella Rot                    | seit 1952                   | 37 kcal                     | 0 g                         | 9 g                         | 0 g                         | 0,03 g                      |
| Rivella Blau                   | seit 1959                   | 7 kcal                      | 0 g                         | 1,5 g                       | 0 g                         | 0,03 g                      |
| Rivella Grüntee                | seit 1999                   | 22 kcal                     | 0 g                         | 5 g                         | 0 g                         | 0,02 g                      |
| Rivella Schweizer Minzen       | seit 2021                   | 19 kcal                     | 0 g                         | 4,7 g                       | 0 g                         | 0,02 g                      |
| Rivella Gelb Refresh           | seit 2024                   | 22 kcal                     | 0 g                         | 5,2 g                       | 0 g                         | 0,02 g                      |
| Nicht mehr produzierte Sorten  |                             |                             |                             |                             |                             |                             |
| Sorte                          | Herstellungsjahre           | Energie                     | Fett                        | Kohlenhydrate               | Eiweiss                     | Salz                        |
| Rivella Gelb                   | 2008–2011                   | 13 kcal                     | 0 g                         | 3,1 g                       | 0 g                         | 0,02 g                      |
| Rivella Pfirsich               | 2014–2016                   | 35 kcal                     | 0 g                         | 8,4 g                       | 0 g                         | 0,03 g                      |
| Rivella Mango Tropical         | 2016–2018                   | 35 kcal                     | 0 g                         | 8,4 g                       | 0 g                         | 0,03 g                      |
| Rivella Rhabarber              | 2014–2019                   | 35 kcal                     | 0 g                         | 8,4 g                       | 0 g                         | 0,03 g                      |
| Rivella Holunderblüte          | 2019–2021                   | 35 kcal                     | 0 g                         | 8,4 g                       | 0 g                         | 0,03 g                      |
| Rivella Grapefruit             | 2021                        | 19 kcal                     | 0 g                         | 4,7 g                       | 0 g                         | 0,02 g                      |
| Rivella Refresh                | 2018-2024                   | 21 kcal                     | 0 g                         | 5,2 g                       | 0 g                         | 0,02 g                      |
| Quelle: Ernährungsinfo Rivella |                             |                             |                             |                             |                             |                             |

## Verbreitung
Rivella gilt als ein Nationalgetränk der Schweiz. Im Jahr 2013 betrug der wertmässige Marktanteil der Rivella AG im Schweizer Erfrischungsgetränkemarkt 15,3 Prozent.
Im Fürstentum Liechtenstein, in den Niederlanden und in Luxemburg ist Rivella seit längerer Zeit erhältlich. Rivella Light wurde 1958 als Diabetes-Getränk in den Niederlanden lanciert, ein Jahr später (1959) kam es als Rivella Blau auf den Schweizer Markt. Die Niederlande sind heute der grösste Auslandsmarkt für Rivella. Der Vertrieb nach Deutschland wurde 2019 eingestellt, da es nicht gelungen sei, auf dem deutschen Markt Fuss zu fassen. Zudem ist Rivella in den Grenzregionen Frankreichs und Österreichs erhältlich.
Der Marktauftritt im Ausland unterscheidet sich von demjenigen in der Schweiz. In den 1960er und 1970er Jahren wurde Rivella in Deutschland unter dem Markennamen Larell angeboten, um wettbewerbliche Konflikte mit der deutschen Limonadenmarke Libella zu vermeiden. Später wurde der Name auch dort in Rivella geändert.

## Geschichte

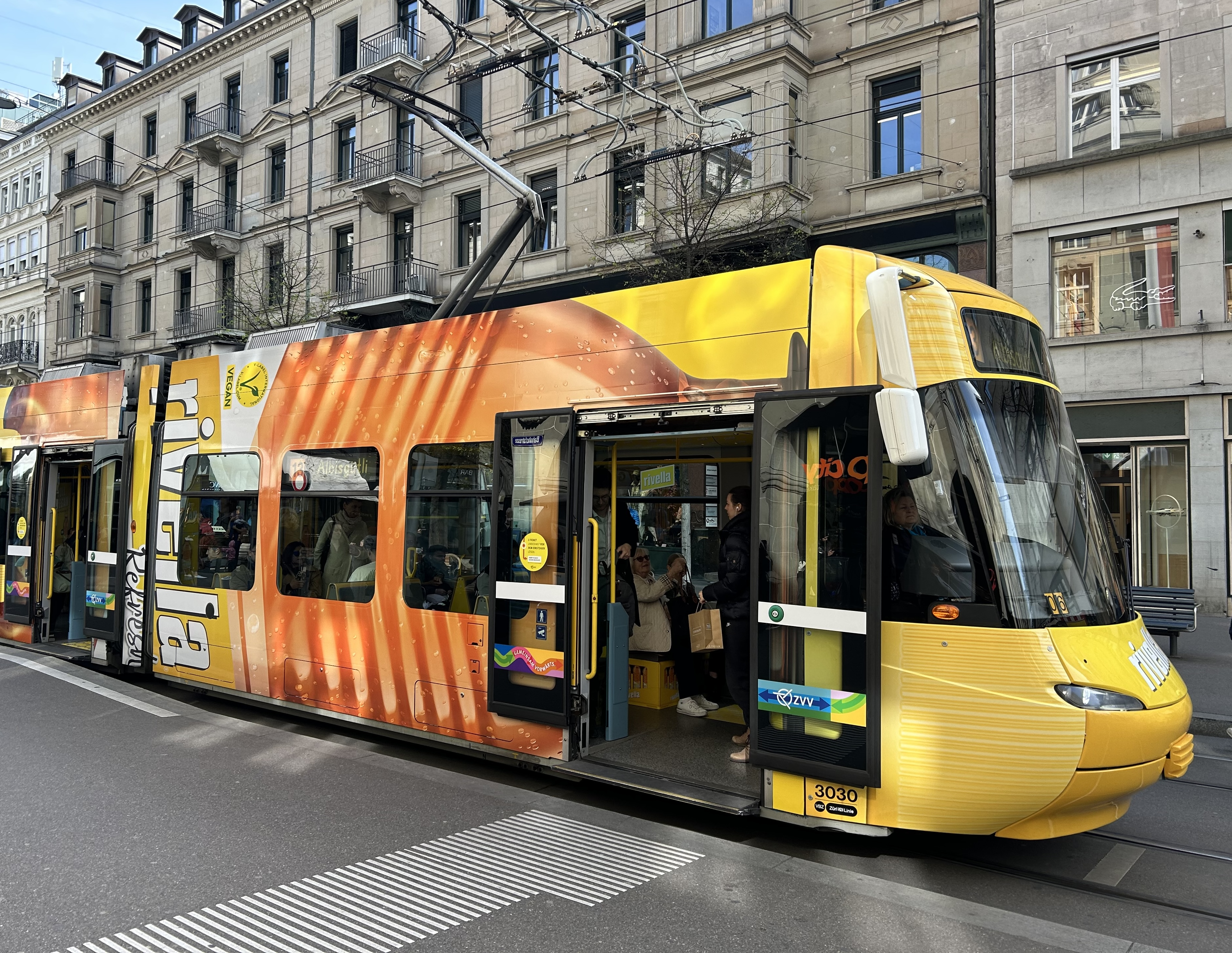
Sondertram «Rivella» in Zürich

Molke ist ein proteinhaltiges Nebenprodukt der Käseherstellung und wurde bereits ab 1940 in der originalen Rezeptur von Fanta verwendet.
Robert Barth bzw. dessen Bruder erwarb 1950 die Rezeptur für ein Molken-Tafelgetränk, aus dem Rivella entstand. Zunächst fand die Produktion in Stäfa, dann in Uster statt. 1952 wurde die Rivella AG gegründet und Rivella Rot wurde auf dem Getränkemarkt eingeführt. 1954 zog man von Uster nach Rothrist. In Holland wurde mit Rivella Blau 1958 eines der ersten Leichtgetränke eingeführt. 1977 begann man mit der Werbepartnerschaft mit der Schweizer Skinationalmannschaft. Rivella Grün wurde 1999 in das Sortiment aufgenommen.
Einen Relaunch der Gesamtmarke Rivella gab es 2007, mit neuem Erscheinungsbild und neuer Flaschenpolitik. Der Gründer Robert Barth starb am 29. März 2007 im Alter von 85 Jahren in Rothrist im Kanton Aargau. Das Unternehmen ist weiterhin in Besitz der Familie des Gründers. Der grösste Schweizer Lebensmittelhändler Migros wechselte 2008 von der bisherigen Eigenmarke Mivella auf die Markenprodukte von Rivella (Mivella wurde im Auftrag der Migros ebenfalls von Rivella hergestellt). Die Marken Rivella CLIQ Pfirsich und Rhabarber wurden 2014 in den Getränkemarkt eingeführt. Im Jahr 2016 gab es einen Relaunch mit neuem Design und Logo. Im Jahr 2022 lancierte Lidl Schweiz eine vegane Kopie namens Livetta.